# Stadio Luis Franzini
Lo stadio Luis Franzini è un impianto calcistico di Montevideo in Uruguay.

## Storia
Fondato nel 1963, ha una capacità di 16 000 spettatori e ospita le partite casalinghe del Defensor. È intitolato all'ex presidente della federazione uruguaiana Luis Franzini.